# Inta Kļimoviča
Inta Kļimoviča-Drēviņa, latvijska atletinja, * 14. december 1951, Vārve, Sovjetska zveza.
Nastopila je na olimpijskih igrah leta 1976 ter osvojila bronasto medaljo v štafeti 4×400 m. Na evropskih prvenstvih je osvojila bronasto medaljo v isti disciplini leta 1974, na evropskih dvoranskih prvenstvih pa naslov prvakinje v štafeti 4x320 m leta 1975 ter bronasti medalji v teku na 400 m v letih 1975 in 1976.